# Ik verveel me zo
Ik verveel me zo is een lied geschreven door Bob Dylan (muziek) en Harry Slinger (tekst).
Slinger schreef een nieuwe tekst bij A hard rain is gonna fall van Dylan. Er was enige correspondentie, waarbij Dylan, zelf protestzanger, tegen wil en dank zijn goedkeuring aan de bewerking gaf. Slinger, dan werkend als jongerenwerker in Amsterdam-Noord, protesteerde tegen de behandeling van dit vergeten deel van Amsterdam. Er was niets te doen, zoals de tekst vermeldt: "weinig kroegen en geen bioscopen". Wilde men wel wat doen, dat kostte het veel tijd om naar de centrale stad te gaan. En ja, dan bleef over het vernielen van een telefooncel, aldus het lied. Bovendien werd geconstateerd dat de jongerenwerkers handen te kort kwamen en dat de organisatie matig was. Veel jongeren wisten de benodigde instanties (als die er al waren) niet te bereiken. Ook kwam dat hele deel van Amsterdam er economisch slecht af. Faillissementen in de scheepsbouw, vertrek van de Ford-fabriek en bezuinigingen deden de rest.
De liedtekst was in korte tijd geschreven achter het bureau van buurthuis De Banne. Voor circa duizend gulden kon het productietraject in de geluidsstudio Joke’s Koeienverhuurbedrijf aan de Liergouw afgerond worden. CBS verzorgde de mix, Artone en Negram brachten het uit. Als muziekproducenten traden op Stichting Voor Mekaar en Stichting De Brolaten.
In 1979 werd het als eerste single van Drukwerk uitgegeven, gekoppeld aan "Niet van steen" geschreven door Ton Koster en Harry Slinger. Alhoewel vrij populair werd Ik verveel me zo nergens een hit. Ik verveel me zo kwam later op de langspeelplaat Drukwerk uit 1981.